# Figuras veneradas dentro del budismo

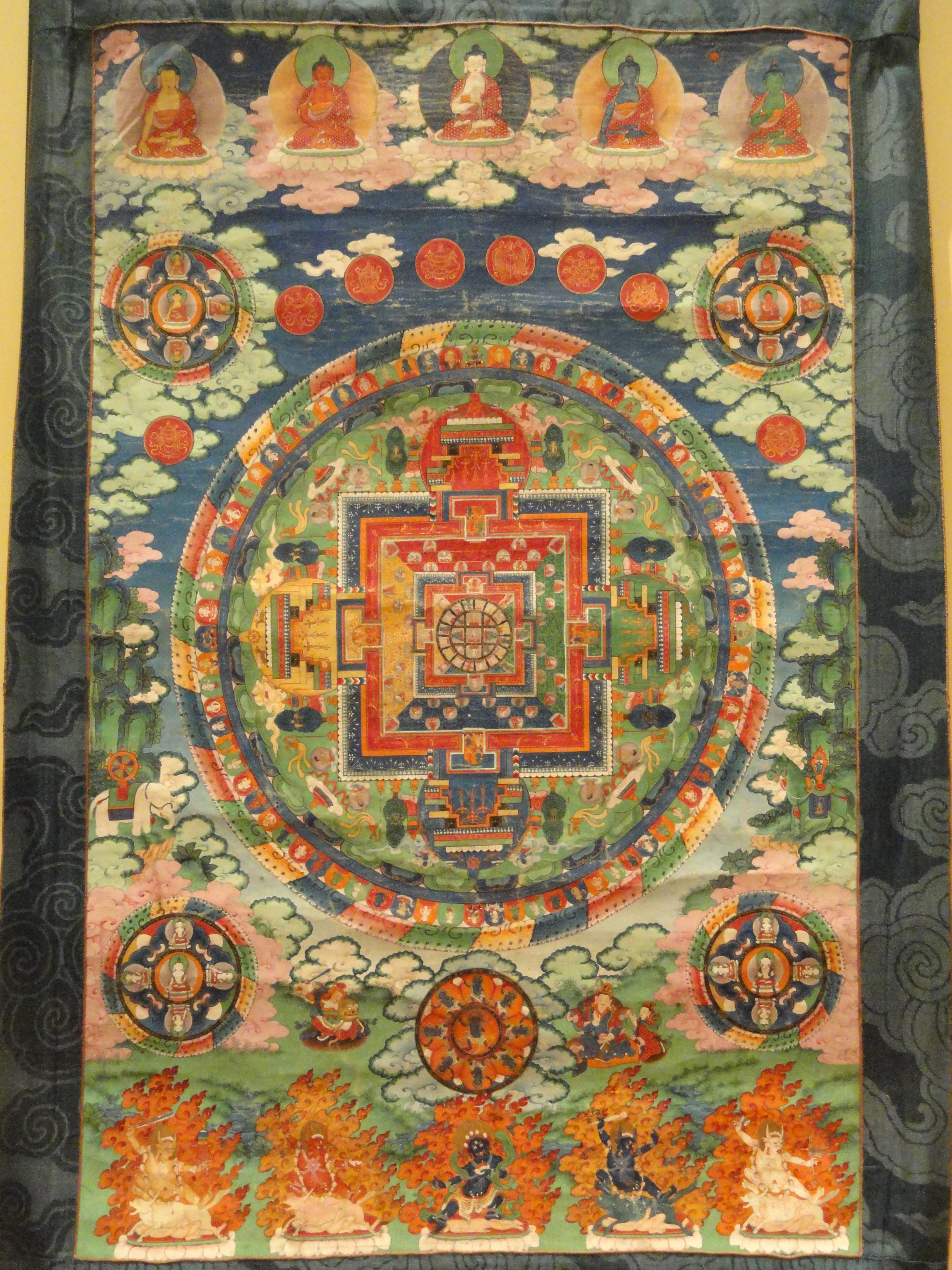
Mandala de las cinco familias de Budas

El budismo incluye una amplia gama de seres que son venerados en diversos contextos rituales y populares. Van desde budas iluminados hasta espíritus regionales adoptados por budistas o practicados al margen de la religión. En particular, el budismo carece de una Deidad creadora suprema.
Los budistas más tarde también llegaron a incorporar aspectos de los países a los que se extendió. Como tal, dentro de la religión y mitología budista se incluye muchos aspectos tomados de otras mitologías de esas culturas. Por ejemplo, Saraswati es un Deva hindú de Gandhara y muchos budistas japoneses consideran que los kami son bodhisattvas japoneses locales y deidades taoístas incorporadas al budismo chino como Guan Gong.

## Budas

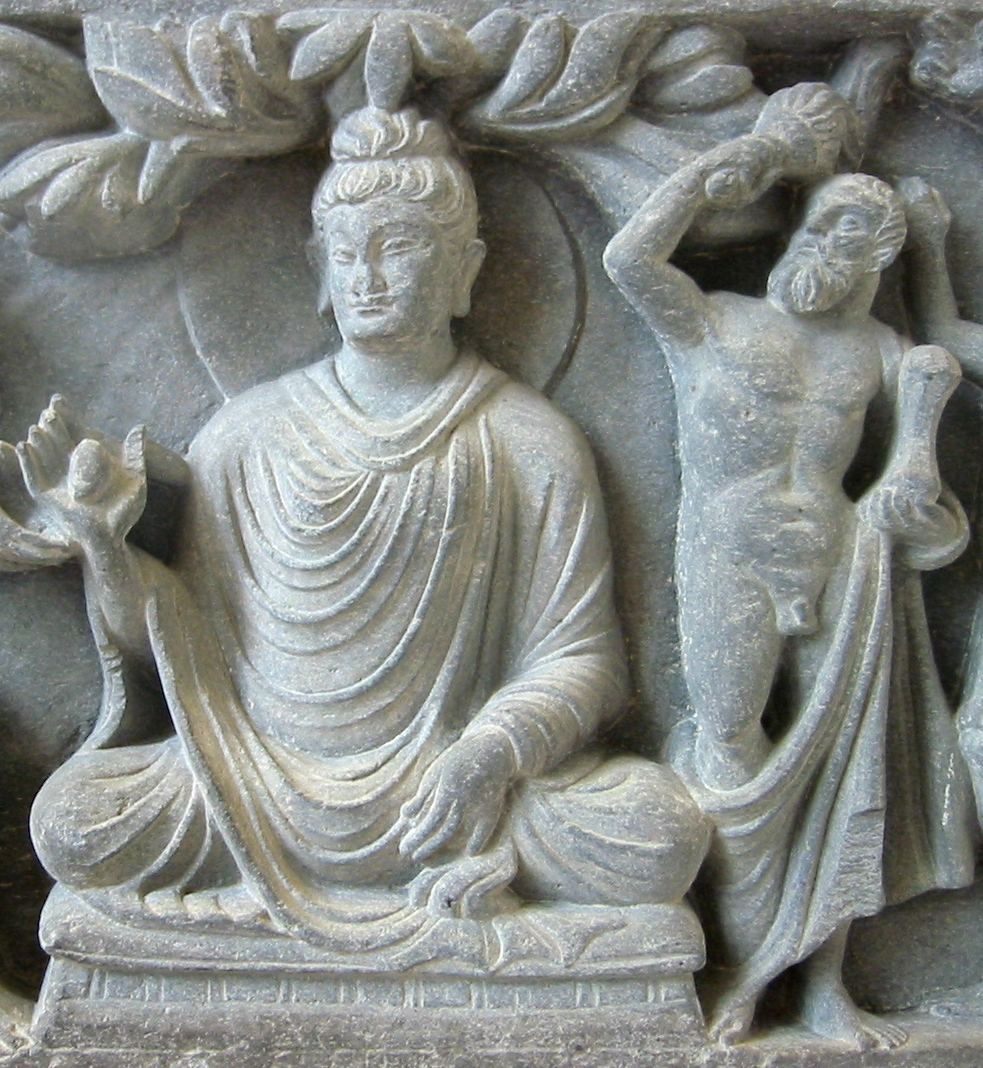
Buda Vajrapani en arte grecobudista.

Un Buda es un ser que está completamente despierto y ha comprendido completamente las Cuatro Nobles Verdades. En la tradición Theravada, aunque hay una lista de Budas pasados reconocidos, el Buda histórico Sakyamuni es el único Buda de nuestra era actual y, por lo general, no se lo considera accesible o existente en algún plano superior de existencia. Sin embargo, los budistas Mahayana veneran a varios Budas, incluidos Maitreya y Amitābha, que son vistos como seres de gran sabiduría y poder que presiden tierras puras a las que se puede viajar después de la muerte.
En el budismo tántrico (Vajrayana), hay cinco Budas principales: Vairocana, Aksobhya, Ratnasambhava, Amitābha y Amoghasiddhi. Cada uno está asociado con un consorte, dirección, agregado (o aspecto de la personalidad), emoción, elemento, color, símbolo y montura diferente. Otros Budas además de estos cinco incluyen Bhaisajyaguru (el Buda de la medicina) y Nageshvara (el rey de los Nāgas).
También está la idea del Adi-Buda, el "primer Buda" en alcanzar la Budeidad. El primer Buda, también llamado Vajradhara, Samantabhadra y Vairocana, también está asociado con el concepto de Dharmakaya.
El tantra budista también incluye varios budas femeninos, como Tara, el buda femenino más popular del budismo tibetano, que se presenta en muchas formas y colores. Otras figuras femeninas de Buda incluyen a Vajrayoguini, Nairatmya y Kurukula.
Algunas figuras históricas también se ven como Budas, como el filósofo budista Nagarjuna y la figura de Padmasambhava.

## Bodhisattvas

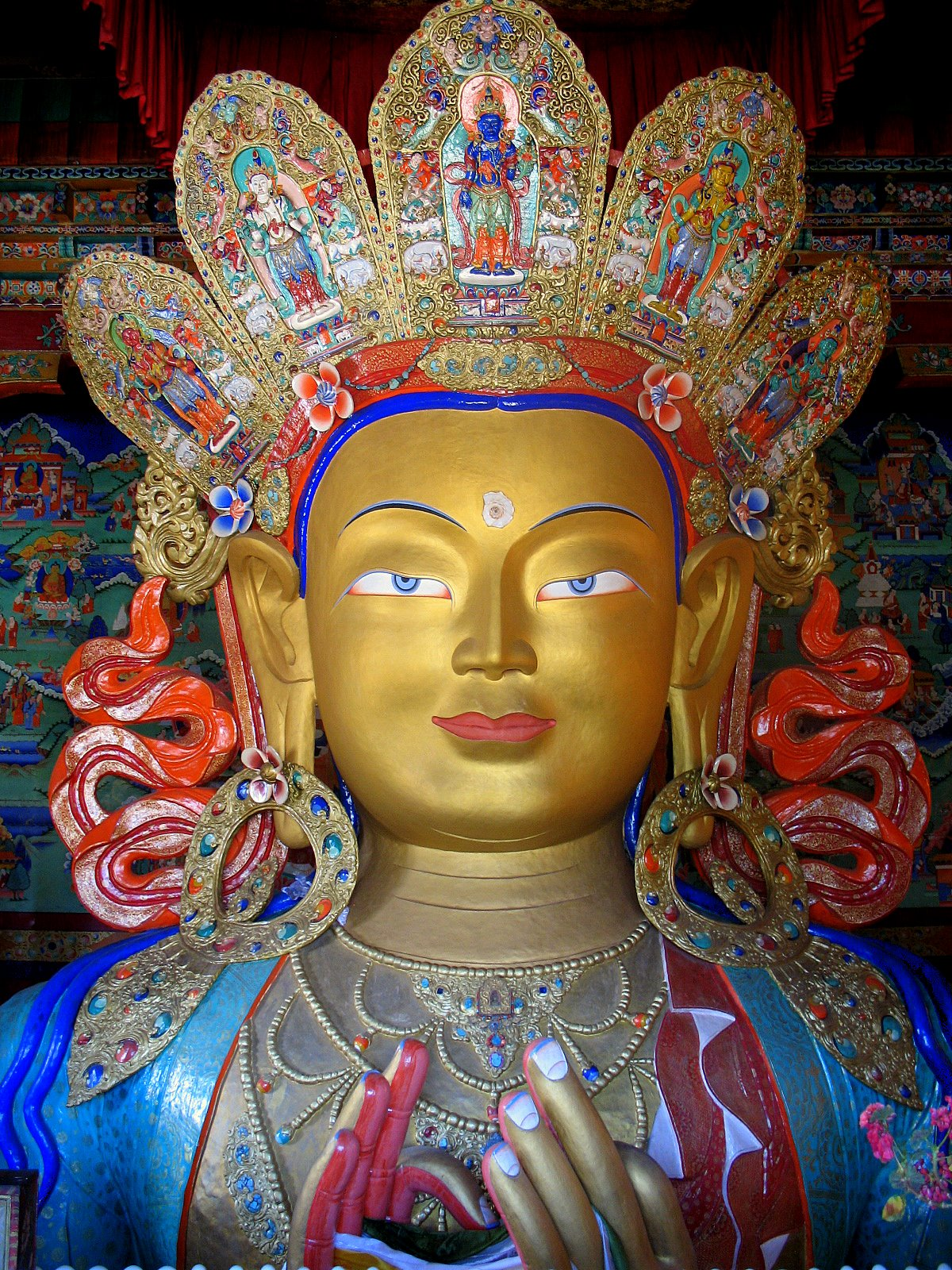
Maitreya en Ladakh, India.

En el budismo Mahāyāna, un bodhisattva es cualquier ser que ha despertado la bodhicitta (mente del despertar) y, por lo tanto, está trabajando hacia la Budeidad total. Los bodhisattvas que se consideran poderosos y muy avanzados también son venerados en el budismo Mahayana y Vajrayana. El bodhisattva más popular en el budismo Mahayana es Avalokiteshvara, también conocido como Guanyin (japonés: Kannon) en el este de Asia, conocido como el bodhisattva de la compasión.
En el budismo Theravada, bodhisatta es un término que se usa principalmente para el Buda Sakyamuni antes de su despertar. También se cree comúnmente que el futuro Buda, Maitreya (Pali: Metteya) reside actualmente en el Cielo Tavatimsa, y esta figura es uno de los pocos bodhisattvas que ocupan un lugar destacado en Theravada.
Una de las primeras bodhisattvas femeninas es Prajnaparamita, la personificación de la perfección (paramita) o sabiduría (prajna). Otras Bodhisattvas femeninas incluyen Vasudhara y Cundi.
En el budismo tibetano, los principales bodhisattvas se conocen como "Los ocho bodhisattvas": Ksitigarbha, Vajrapani, Akasagarbha, Avalokitesvara, Maitreya, Nivaranaviskhambhin, Samantabhadra y Manjushri.
En el budismo japonés, los principales bodhisattvas incluyen: Miroku, Kannon, Kongō-Haramitsu, Fugen, Monju y Jizō.
Otros bodhisattvas incluyen Candraprabha, Suryaprabha, Mahasthamaprapta y Vajrasattva.
Los seguidores del budismo tibetano consideran que los tulkus renacidos como los Dalai lamas y los Karmapas son emanaciones de bodhisattvas.

## Reyes de Sabiduría

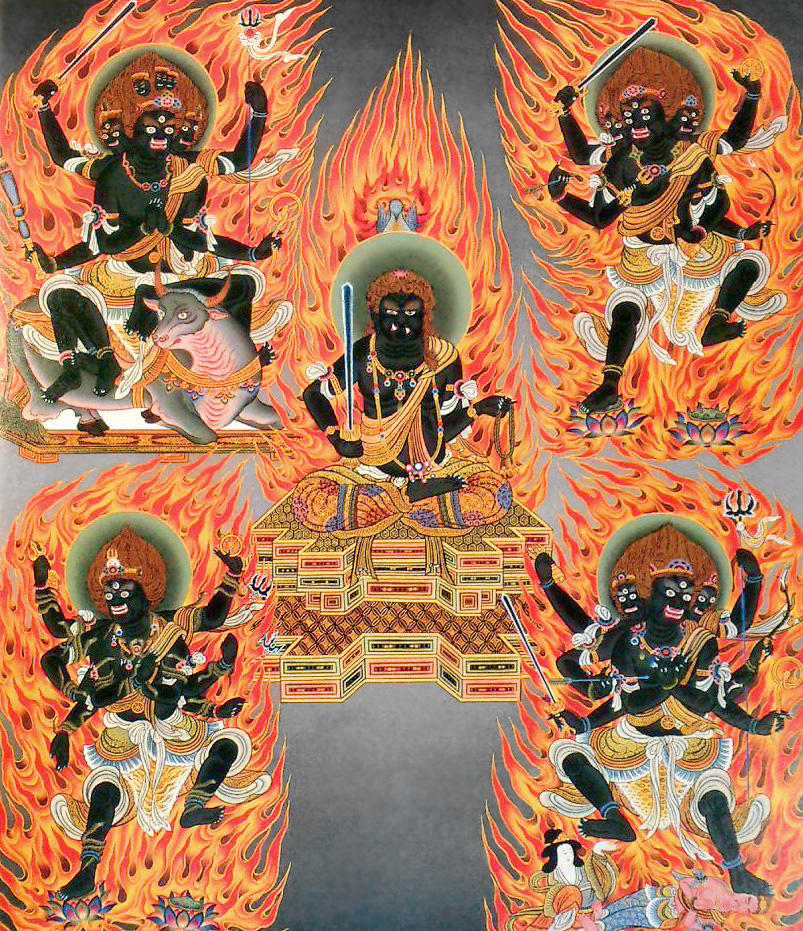
Los cinco Reyes de la Sabiduría.

Los Reyes de la Sabiduría (Vidyārāja) son seres venerados en el budismo de Asia Oriental y en el budismo Vajrayana. A menudo se los representa con una apariencia agresiva o feroz que simboliza su poder para deshacerse de las fuerzas negativas. Por tanto, son una expresión de la compasión del Buda.
En el budismo de Asia oriental, los cinco reyes de la sabiduría a menudo se ven como emanaciones de los budas. Estos cinco son:
- Vajrayakṣa
- Acala
- Trailokyavijaya
- Kuṇḍali
- Yamantaka

## Yidam

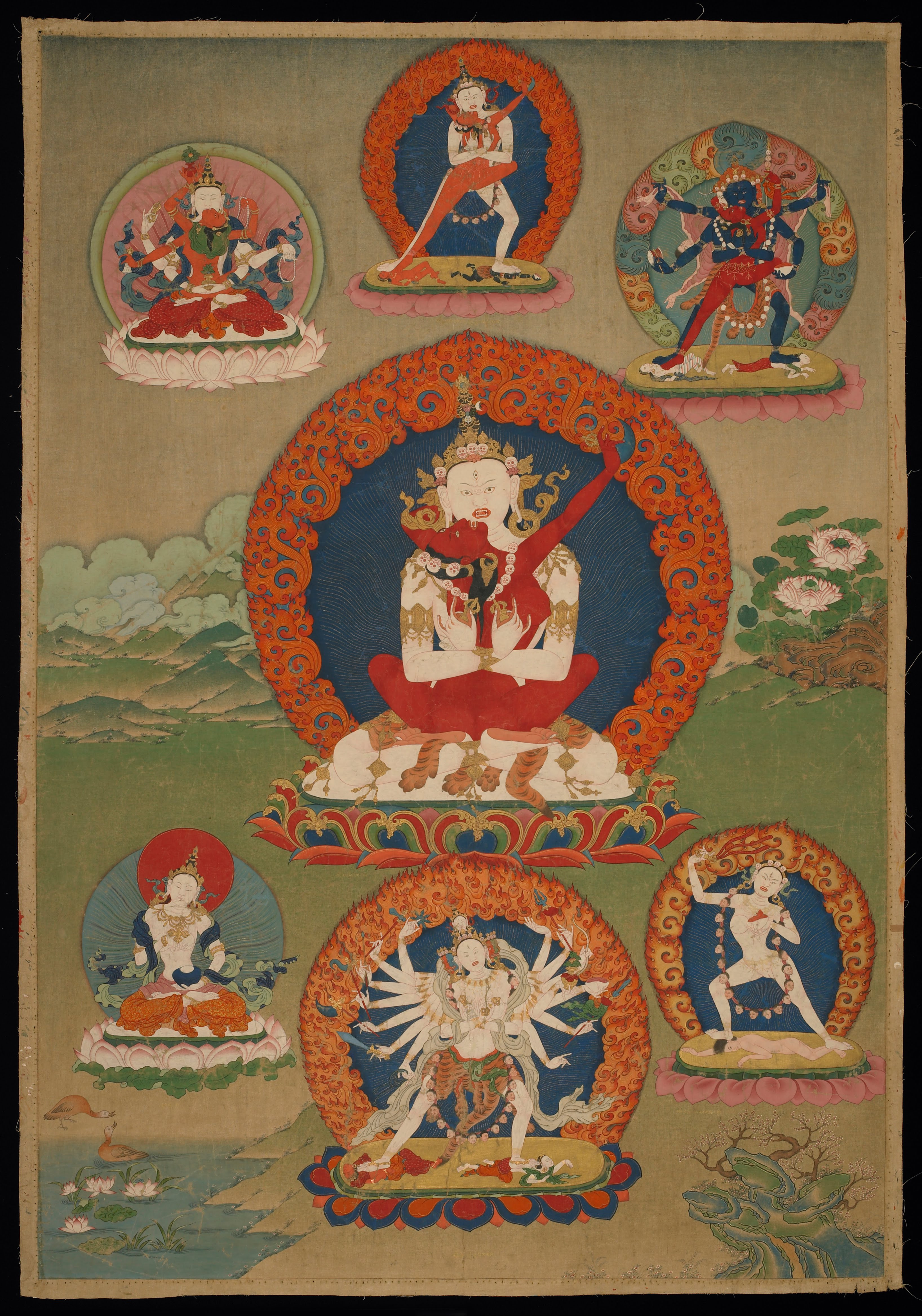
Yidams

El Yidam, o Ishta-devata, es una deidad de meditación personal. Apte define la palabra sánscrita iṣṭadevatā o iṣṭadevaḥ como "un dios favorito, la deidad tutelar de uno". Aunque este término se usa en muchos libros populares sobre el tantra budista, el término işţadevatā no se ha atestiguado en ningún texto tántrico budista en sánscrito. La versión tibetana no relacionada del término, posiblemente de origen completamente nativo, es yi-dam se dice que es una contracción del tibetano yid-kyi-dam-tshig, que significa "samaya de la mente", en otras palabras, el estado de unión indestructible con la naturaleza inherentemente pura y liberada de la mente.
El Ishta-devata del hinduismo es un aspecto de Dios para la adoración personal. En el budismo, un Yidam es una manifestación de iluminación y puede tomar la forma de Budas Sambhogakāya, deidades tántricas como Dakinis, bodhisattvas, protectores del Dharma (Dharmapalas) u otras figuras históricas como gurús del pasado o líderes religiosos.

## Deidades feroces
En los Tantras budistas, los Budas y Bodhisattvas a menudo se manifiestan en formas inusuales y feroces, que se utilizan en el tantra como yidams o deidades de meditación.
Si bien algunas de estas deidades tienen una apariencia espantosa y feroz, no son personificaciones del mal o de las fuerzas demoníacas. La feroz apariencia de estas deidades se usa para infundir miedo en los espíritus malignos que amenazan el Dharma.

## Espíritus menores
No todos los budistas rinden culto a estos seres, sin embargo, han pasado a ser parte de la veneración local o folclórica de algunas regiones.

### Yakshas

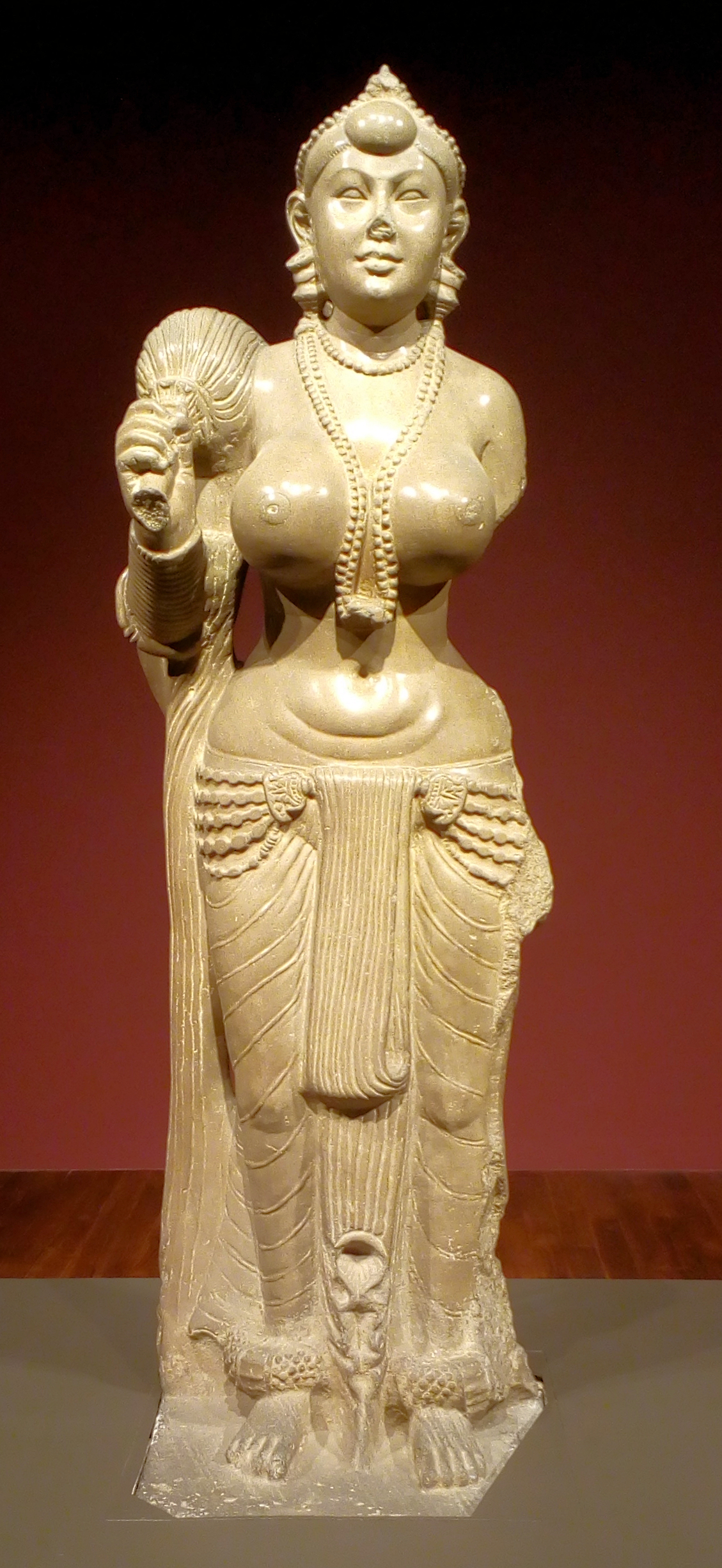
Yaskha, período maurya

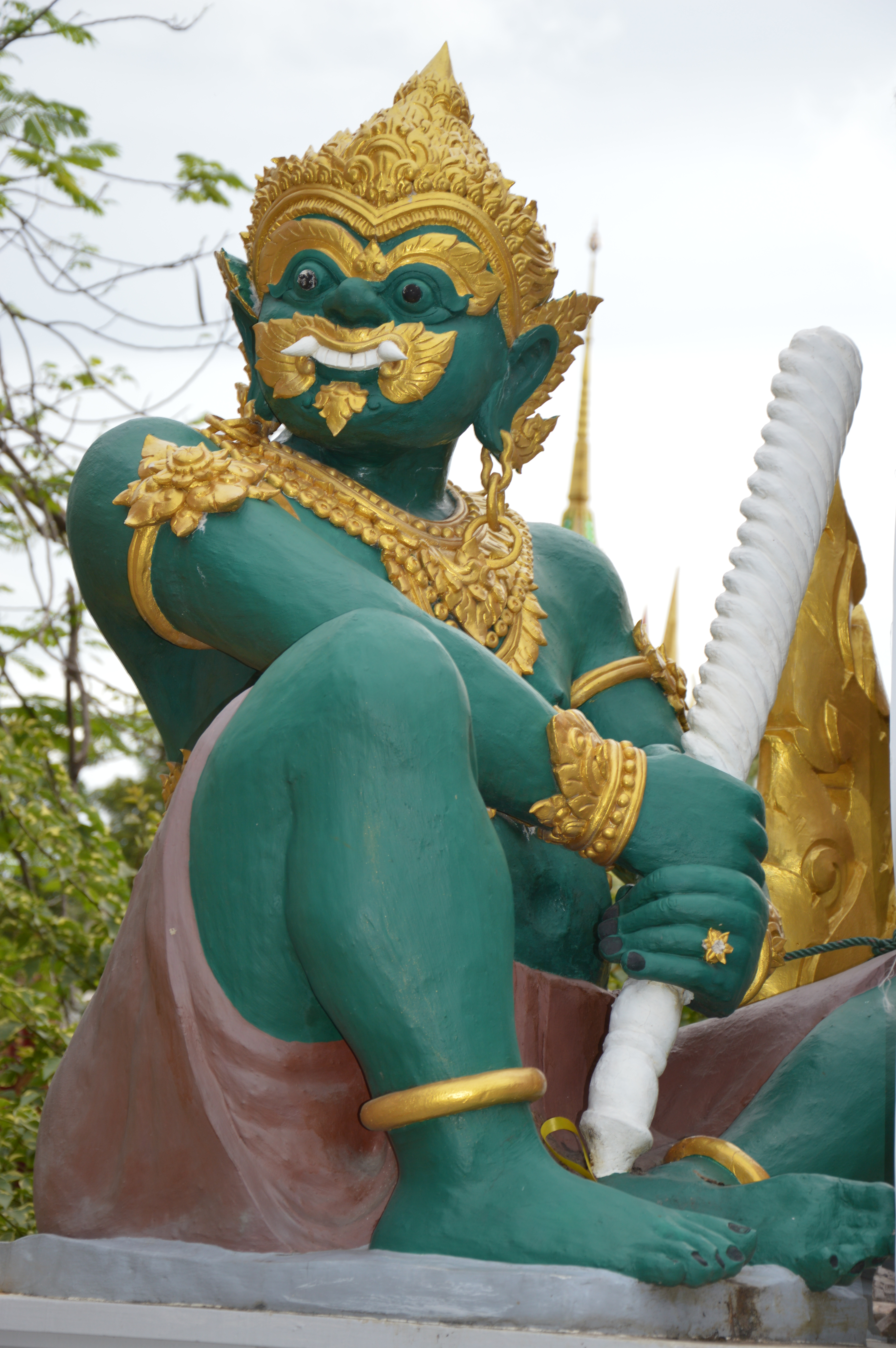
Yaksha, Kinkaew, Samutprakarn, Tailandia

Los Yaksha son una amplia clase de espíritus de la naturaleza, generalmente benévolos, que son los guardianes de los tesoros naturales escondidos en la tierra y las raíces de los árboles. Habiendo sido adorado en la India desde antes del período védico, el hinduismo adoptó la adoración de los yakshas como Kuber. Más tarde, el budismo adoptó su culto. En el jainismo, los yakshas fueron adorados como Shasana Devatas desde el principio.
En el budismo, se cree que residen en las profundidades de la Tierra, bajo el Himalaya, donde custodian la riqueza de la Tierra. Los Yaksha están gobernados por Kubera, el Señor de la riqueza.
En Birmania existe el culto popular de los espíritus de la naturaleza llamados Nats, que se adoran junto con el budismo.